# Guerrero, Tamaulipas
Guerrero là một đô thị thuộc bang Tamaulipas, México. Năm 2005, dân số của đô thị này là 3861 người.